# Sarment

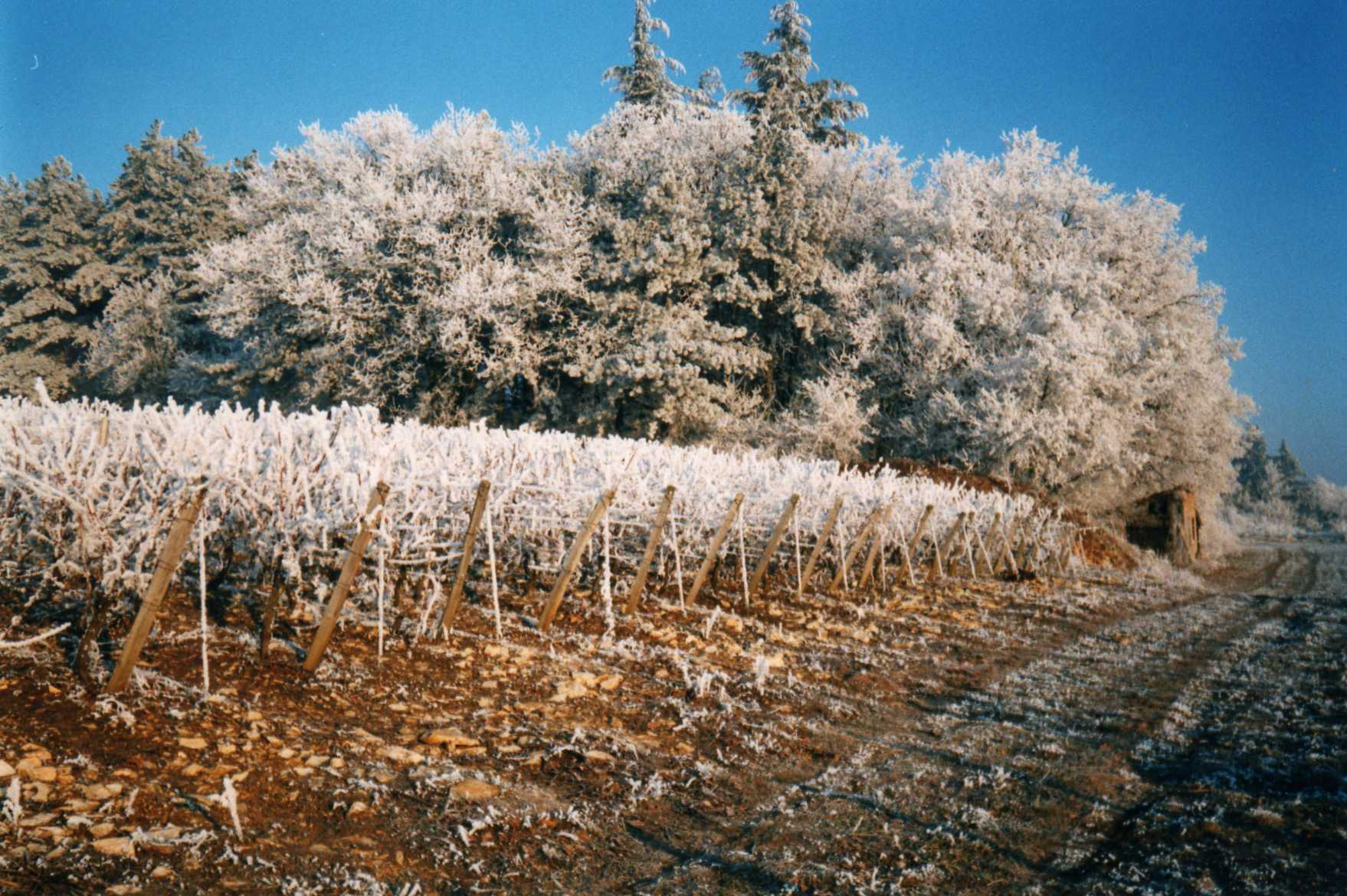
Sarments recouverts de givre en hiver.

Le sarment est le rameau vert de la vigne qui pousse chaque année.
Le Lexique de la vigne et du vin, édité par l'organisation internationale de la vigne et du vin, donne comme définition « rameau d'un an bien développé ». 

## Composition
| [[Image:Coupe transversale d'un sarment de vigne.jpg\|160px\|De l'extérieur vers l'intérieur : écorce, phloème, xylème (vert) et moelle (marron, d'aspect spongieux). | alt=]] |  | [[Image:Coupe d'un sarment de vigne.jpg\|160px\|De l'extérieur vers l'intérieur : écorce, phloème, xylème (vert) et moelle (marron, d'aspect spongieux). | alt=]] |
| De l'extérieur vers l'intérieur : écorce, phloème, xylème (vert) et moelle (marron, d'aspect spongieux).                                                              |        |  | |        |

Les sarments sont les vecteurs de la sève destinés aux organes de la vigne. On y retrouve le xylème et le phloème, la moelle et l'écorce.

## Stades phénologiques

### Printemps
Les jeunes pousses sont appelées rameaux, avant leur aoûtement en été.

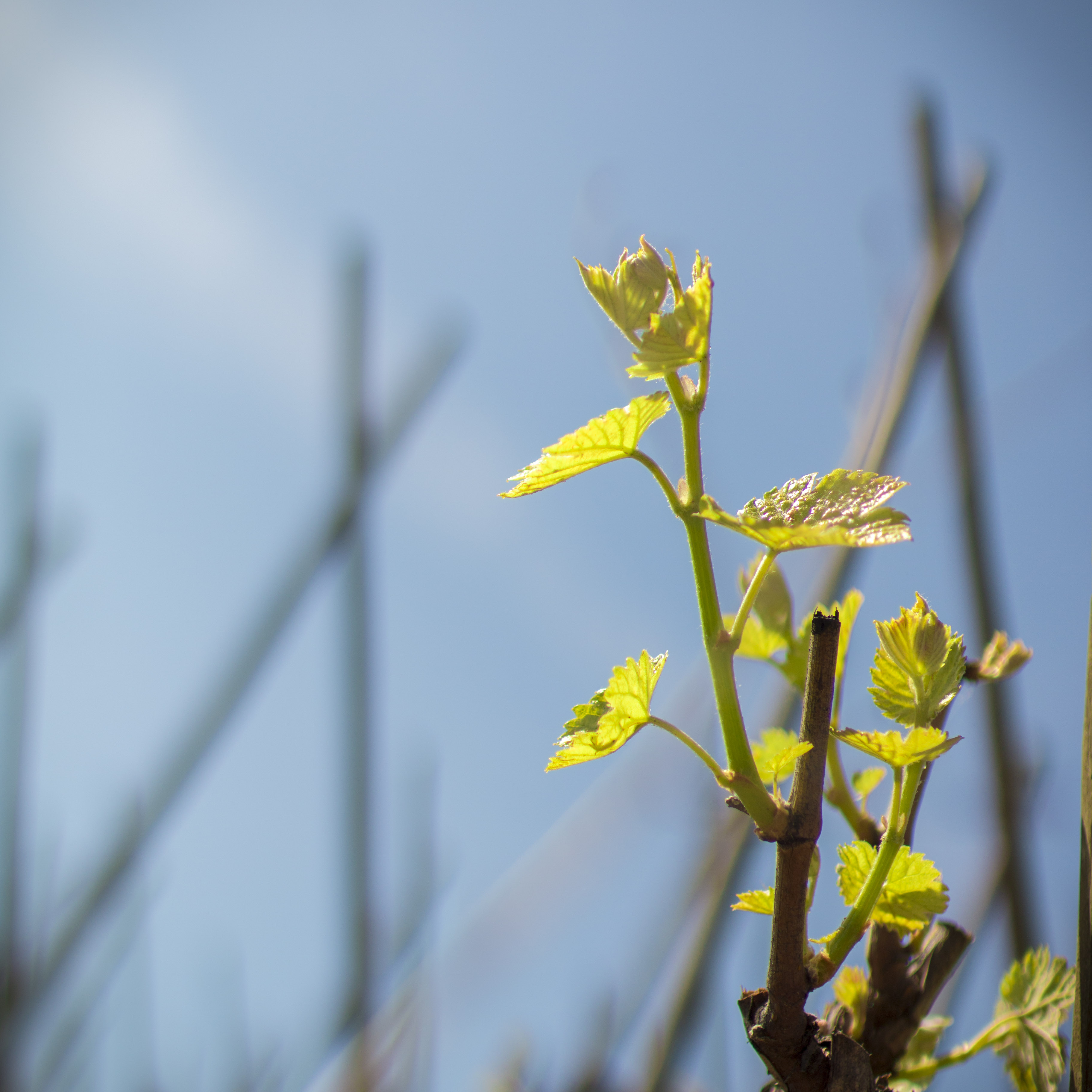
Jeune rameau poussant sur un sarment aoûté de l'année précédente.

### Été
L'aoûtement des rameaux de l'année donne les sarments. La taille en vert est réalisée durant l'été pour favoriser la maturation des baies ou d'améliorer les conditions sanitaires.

### Automne
A l'automne, les sarments sont lignifiés et perdent leurs feuilles.

### Hiver
Lors de la taille sèche - faite entre novembre et mars - le viticulteur détermine la formation des sarments de l'année précédente sur le cep et sa productivité. Une taille longue, quatre à dix yeux par sarment, donnera un rendement quantitatif, une taille courte, deux à trois yeux par sarment, un rendement qualitatif. 

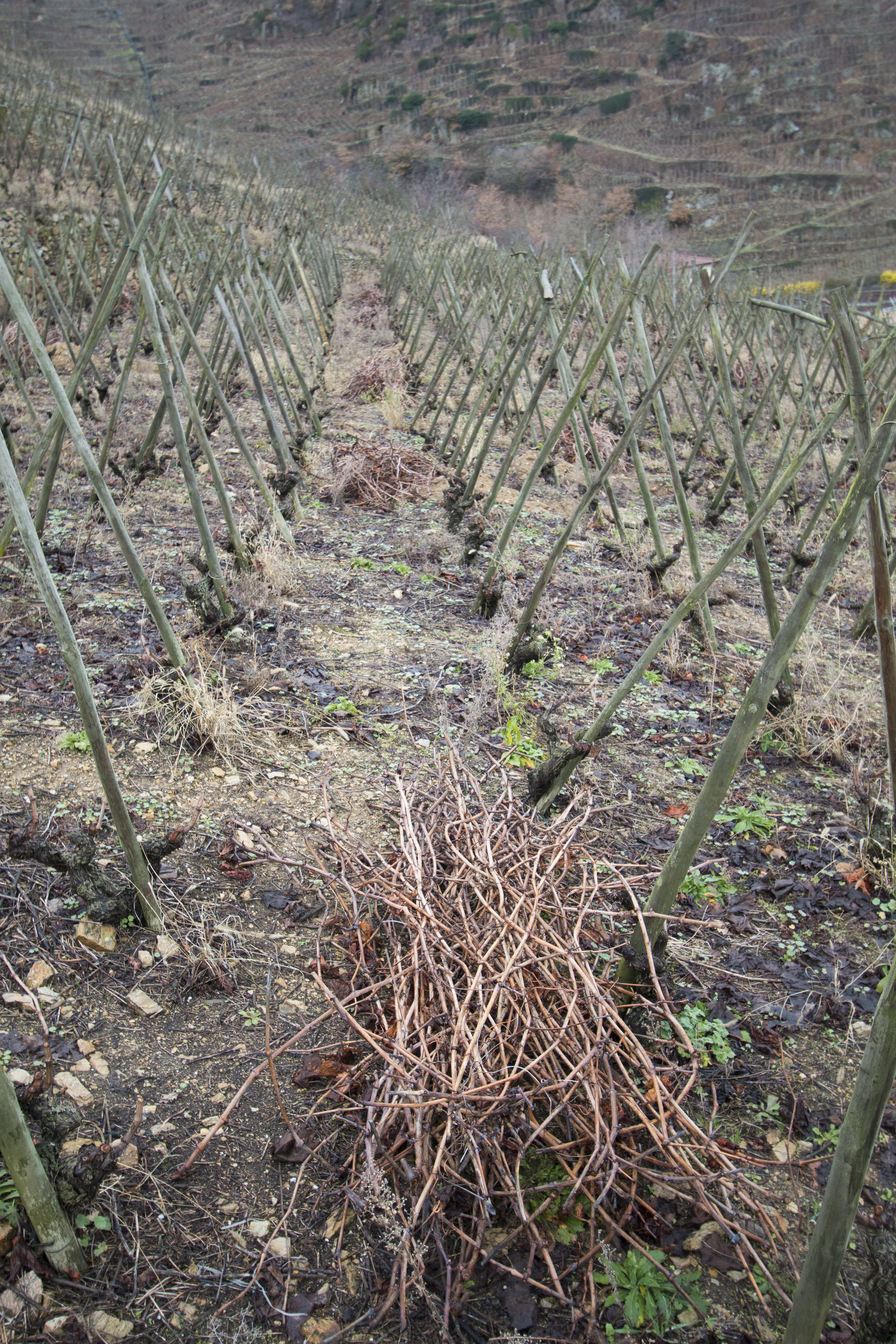
Tas de sarments après dépouillage de la vigne

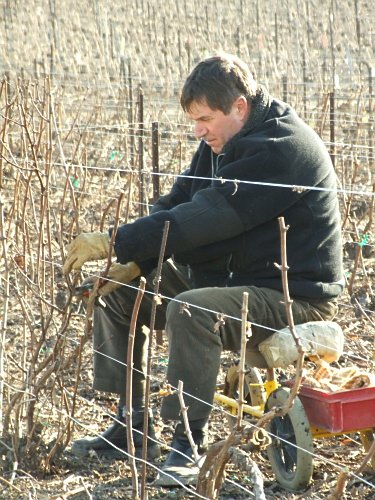
Taille de la vigne.

Les sarments taillés sont tirés du palissage ou dépouillés des échalas, et rassemblés, soit pour être broyés au sol, soit pour être brûlés au fur et à mesure, soit sortis de la parcelle pour être broyés ou brûlés. 

## Symbolique
Athéna avait le sarment comme symbole.
Dans le Nouveau Testament (Évangile de Jean chapitre 15), le sarment représente celui qui croit et demeure attaché à Jésus-Christ, celui-ci étant le cep et les sarments sont les branches qui poussent après le cep. (Vigne, arbre à raisin)